# Arpaise
Arpaise är en ort och kommun i provinsen Benevento i regionen Kampanien i Italien. Kommunen hade 760 invånare (2017).